# 中視氣象台
《中視氣象台》是中視新聞各節新聞節目中的氣象播報時段，成立於1978年，首創聘請專業男性氣象播報員作為氣象主播。

《中視氣象台》成立於1978年，馮鵬年擔任第一位氣象主播

## 沿革
- 1978年1月16日，《中視午間新聞》播出時間從12:40～13:00改為12:00～12:30；增加的10分鐘以氣象報導為重點，定名為《中視氣象台》，空軍官校氣象科畢業的中視新聞部氣象編輯馮鵬年擔任氣象主播，馮鵬年成為台灣第一位男性電視氣象主播與台灣第一位氣象科畢業的氣象主播。[1][2] 調整後的午間氣象，使用圖片、圖卡、幻燈片、影片輔助，內容是：①當日下午及晚間的氣象報告；②提供農業、近海漁業及遠洋漁業的氣候現狀及預測；③解說有關當日氣象的氣象名詞；④圖解氣象預測的根據、改變及來源；⑤解答觀眾任何有關氣象的問題。[3]
- 1978年《中視氣象台》成立時，胡雪珠擔任國語氣象主播，王美惠擔任台語氣象主播，創造極高收視率[4]。
- 1980年10月中旬，空軍氣象學校畢業的張欣群成為《中視氣象台》氣象主播，最初只負責播報午間氣象，在馮鵬年同年出國考察期間也負責播報晚間氣象。[5]
- 1981年5月1日，《中視氣象台》晚間氣象開播新單元〈氣象保健〉，馮鵬年與張欣群講解觀眾如何注意預防天氣影響人體，行政院衛生署與台北市私立中山醫院提供保健資料[6]；另外，《中視氣象台》的天氣圖將加標國界線與中國大陸地理特徵（例如黃河、長江等），方便觀眾閱讀。[7]
- 1981年7月1日，《中視氣象台》增加紐約市、洛杉磯、巴黎、倫敦與約翰尼斯堡的天氣預報。[8]
- 1985年8月29日，中視新聞部經理張忠倫表示，《中視氣象台》晚間氣象自同年9月中旬起，除了保留馮鵬年的天氣圖分析之外，預報台澎金馬各縣市明日氣溫時，依照各縣市排序，從各縣市徵選的十餘位「氣象小姐」輪流預報明日當地氣溫，搭配代表當地特殊風格建築或小吃的背景；《中視氣象台》晚間氣象此舉是為了抗衡《華視晚間新聞》即將推出的布偶「氣象寶寶」。[9]
- 1989年12月，陳若華成為《中視氣象台》晚間氣象主播。[10]
- 1990年代《中視氣象台》午間氣象的背景音樂採用《Faridust》（作曲：約翰霍布斯），晚間氣象的背景音樂採用《Prime Time》（作曲：Al Capps）。
- 1990年第25屆金鐘獎，《中視氣象台》入圍電視金鐘獎公共服務節目獎。
- 1990年9月，《中視氣象台》啟用The Image Bank台灣分公司授權使用的有國際版權的照片作為背景。[11]
- 1991年，章國珍擔任《中視氣象台》氣象主播，並於當年轉任《中視午間新聞》主播。
- 1994年，周慧婷擔任《中視氣象台》氣象主播。
- 1992年6月1日，《中視氣象台》直接接收世界氣象組織最新氣象雲圖及氣象資訊，利用電視特效製作衛星雲圖連續動態畫面。[12]
- 1997年3月22日，《台視氣象》主播任立渝跳槽中視，成為《中視氣象台》氣象主播。
- 1999年6月17日，中視總經理江奉琪與日本民營氣象資訊供應者氣象新聞公司（Weathernews）簽約合作，發展成台灣地面電視五大台（台視、中視、華視、民視、公視）唯一全自動的氣象播報即時系統，每小時自動更新，提供中視各節新聞使用，直到2007年5月止。[13]《中視氣象台》英文名稱「CTV Weather News」即由此而來。
- 2005年1月30日，中視主播春華監製的中視兒童英語教學節目《大小同心ABC》錄製春節特別節目，同時提前發表春節假期後即將陪任立渝一起在《中視氣象台》播報氣象的喜滋酷將（しずくちゃん）。[14]
- 2006年5月1日，中視新聞全新改版，任立渝跳槽華視氣象，戴立綱成為《中視氣象台》氣象主播。[15]
- 2009年7月12日，《中視氣象台》假日氣象主播侯乃榕播完該日晚間氣象後宣布離職，出國進修。
- 2010年8月9日，《中視氣象台》更換片頭動畫與佈景，畫面左下方添加《中視氣象台》片頭動畫動態圖示。
- 2018年2月7日，2018年花蓮地震雲門翠堤大樓倒塌現場之花蓮縣消防局「前進指揮所」前，戴立綱首次戶外播報《中視氣象台》晚間氣象[16]。

## 事件
1990年10月，馮鵬年請辭，中視新聞部決定由兩位記者孫榮光、劉蕙苓輪流播報氣象；1990年10月9日，馮鵬年說，他一直很熱愛氣象主播的工作，但這些年來他爭取天氣圖及氣象雲圖的新硬體設備卻始終沒有結果，覺得無法發揮才求去。 馮鵬年離開中視時，中視內部許多人說他是中視新聞的「票房毒藥」；理由是他曾經讓《中視氣象台》收視率升破40%，卻讓觀眾只記得「新聞看台視，氣象看中視」。 1990年10月11日，中視新聞部表示：「馮鵬年於七十三年（1984年）即屆齡辦理退休；自七十四年元月（1985年1月）起，中視改以按日計酬方式，由馮鵬年繼續負責播報氣象。今年七月（1990年7月）起，由於中視員工待遇調整，馮鵬年於日前希望提高酬勞；惟中視基於稿酬調整須通盤考量，而暫予緩議；而馮鵬年於獲悉此事後，即表示辭職之意。」
馮鵬年時期，《中視氣象台》曾以希臘民歌〈希臘我愛你〉（Siko Horepse Sirtaki）為背景音樂；馮鵬年辭職後，《中視氣象台》以〈希臘我愛你〉為漁業氣象背景音樂，直到1990年代中期。